# لس یانس د آریدانه
لس یانس د آریدانه (به اسپانیایی: Los Llanos de Aridane) یک شهرستان در اسپانیا با جمعیت ۲۱٬۱۴۵ نفر است که در جزایر قناری واقع شده‌است.